# Graaf van Athlone
Graaf van Athlone (Engels: earl of Athlone) is een Britse adellijke titel, genoemd naar Athlone (County Roscommon) in Ierland. De titel werd drie maal gecreëerd.
In 1692 beloonde koning Willem III, baron Godard van Reede, heer van Ginckel, met de titel als dank voor zijn succesvolle veldslagen in Ierland. In Engeland is hij bekend als Godert van Reede Ginckel, onder welke achternaam ook zijn nakomelingen bekend zijn aldaar. Hij was de enige zoon van Godard Adriaan van Reede, ambassadeur van de staten van Holland, gehuwd met Margaretha Turnor. De familie vestigde zich echter nooit definitief in Engeland en huwde vooral met Nederlandse adel. In 1844 stierf de titel met de 9e graaf uit.
In 1890 werd de titel opnieuw gecreëerd voor prins Albert Victor, zoon van de prins van Wales, als aanvulling op de titel hertog van Clarence. Na zijn dood in 1892 stierf de titel weer uit.
Voor derde en laatste keer werd de titel verleend aan Alexander van Teck, nadat deze de achternaam Cambridge aannam en in navolging van koning George V (zijn zwager) afstand deed van zijn Duitse titels. Na zijn dood in 1957 stierf de titel uit.

## Graaf van Athlone, eerste creatie (1692)
- 1692 – 1703: Godard van Reede (1644–1703), 1e graaf van Athlone
- 1703 – 1719: Frederik Christiaan van Reede (1668–1719), 2e graaf van Athlone
- 1719 – 1736: Godard Adriaan van Reede (1716–1736), 3e graaf van Athlone
- 1736 – 1747: Frederik Willem van Reede (1717–1747), 4e graaf van Athlone
- 1747 – 1808: Frederik Christiaan van Reede (1743–1808), 5e graaf van Athlone
- 1808 – 1810: Frederik Willem van Reede (1766–1810), 6e graaf van Athlone
- 1810 – 1823: Reinhard Diederik van Reede (1773–1823), 7e graaf van Athlone
- 1823 – 1843: George Godard van Reede (1820–1843), 8e graaf van Athlone
- 1843 – 1844: Willem Gustaaf van Reede (1780–1844), 9e graaf van Athlone

## Graaf van Athlone, tweede creatie (1890)
- 1890 – 1892: Albert Victor van Saksen-Coburg-Gotha (1864–1892), 1e graaf van Athlone, 1e hertog van Clarence

## Graaf van Athlone, derde creatie (1917)
- 1917 – 1957: Alexander Cambridge (1874–1957), 1e graaf van Athlone